# Гонконгский центр искусств
Гонконгский центр искусств (кит. трад. 香港藝術中心, англ. Hong Kong Arts Centre, сокр. HKAC) — некоммерческая художественная организация в Гонконге; занимается продвижением изобразительного искусства, современного искусства, кино и видео-искусства, а также предоставляет художественное образование.

## История
В конце 1960-х годов здание муниципалитета Гонконга было единственным местом, где были собраны произведения современного искусства. В 1968 году местные художественные ассоциации и группы обратились к правительству Гонконга с ходатайством о выделении участка земли для строительства центра искусств. S. F. Bailey, генеральный секретарь гонконгского Комитета по университетским грантам, поддержал и возглавил кампанию по созданию такого центра. В июне 1971 года после многолетних переговоров был получен участок земли для строительства рядом с Gloucester Road в городском районе Ваньчай.
Когда были освоены половина из необходимых 28 миллионов долларов США, строительство было приостановлено и возобновилось только тогда, когда губернатор Гонконга сэр Мюррей Маклехос не облегчил кредитование под гарантии правительства. Гонконгский центр искусств был открыт губернатором 14 октября 1977 года. Первым председателем Центра искусств стал Ли Чо-мин — первый вице-канцлер Китайского университета Гонконга; сэр Шао Ифу был первым заместителем председателя; Нил Дункан (Neil Duncan) стал первым генеральным директором центра.
Исполнительным директором Гонконгского центра искусств с 2009 года является Конни Лам (Connie Lam), работающая в центре с 1997 года.

## Деятельность
Гонконгский центр искусств состоит из презентационных площадок, включая галереи, театры, кинотеатр, классные комнаты, студии, рестораны и офисы, в том числе: Louis Koo Cinema (зал вместимостью 120 человек для показа фильмов, проведения семинаров, концертов, церемоний и пресс-конференций), McAulay Studio (художественная студия вместимостью 75−100 человек для небольших театральных постановок и мастер-классов), Shouson Theatre (зал для масштабных театральных и танцевальных представлений, концертов, кинопоказов и семинаров вместимостью до 440 человек), Goethe Institute (немецкий институт культуры), Pao Galleries (в этой выставочной галерее проводятся выставки декоративно-прикладного искусства), Experimental Gallery, Jockey Club Atrium и Art Shop. В постоянной коллекции центра представлены: скульптура, фотография, керамика, иллюстрации, звуковые и визуальные инсталляции.

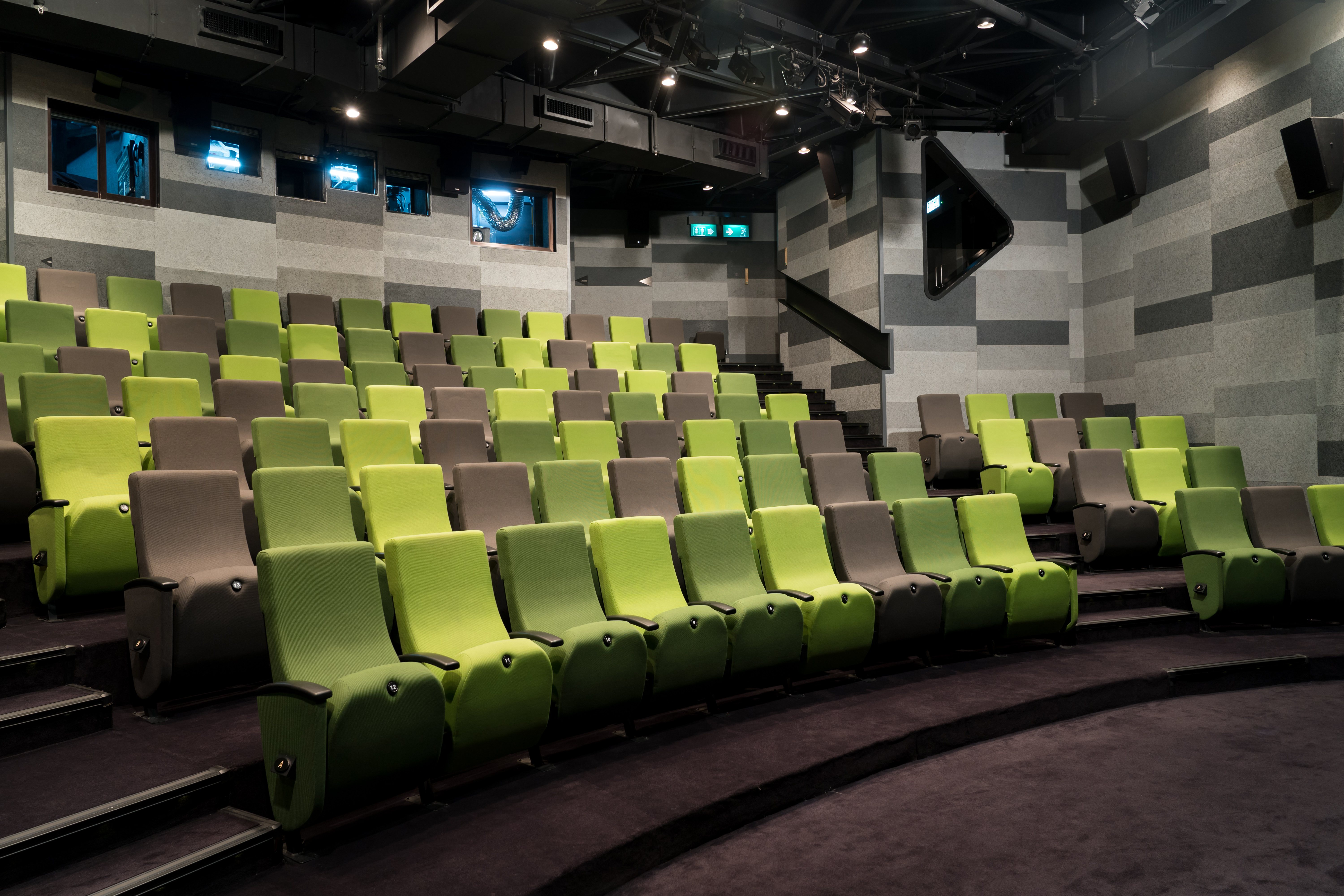
Louis Koo Cinema
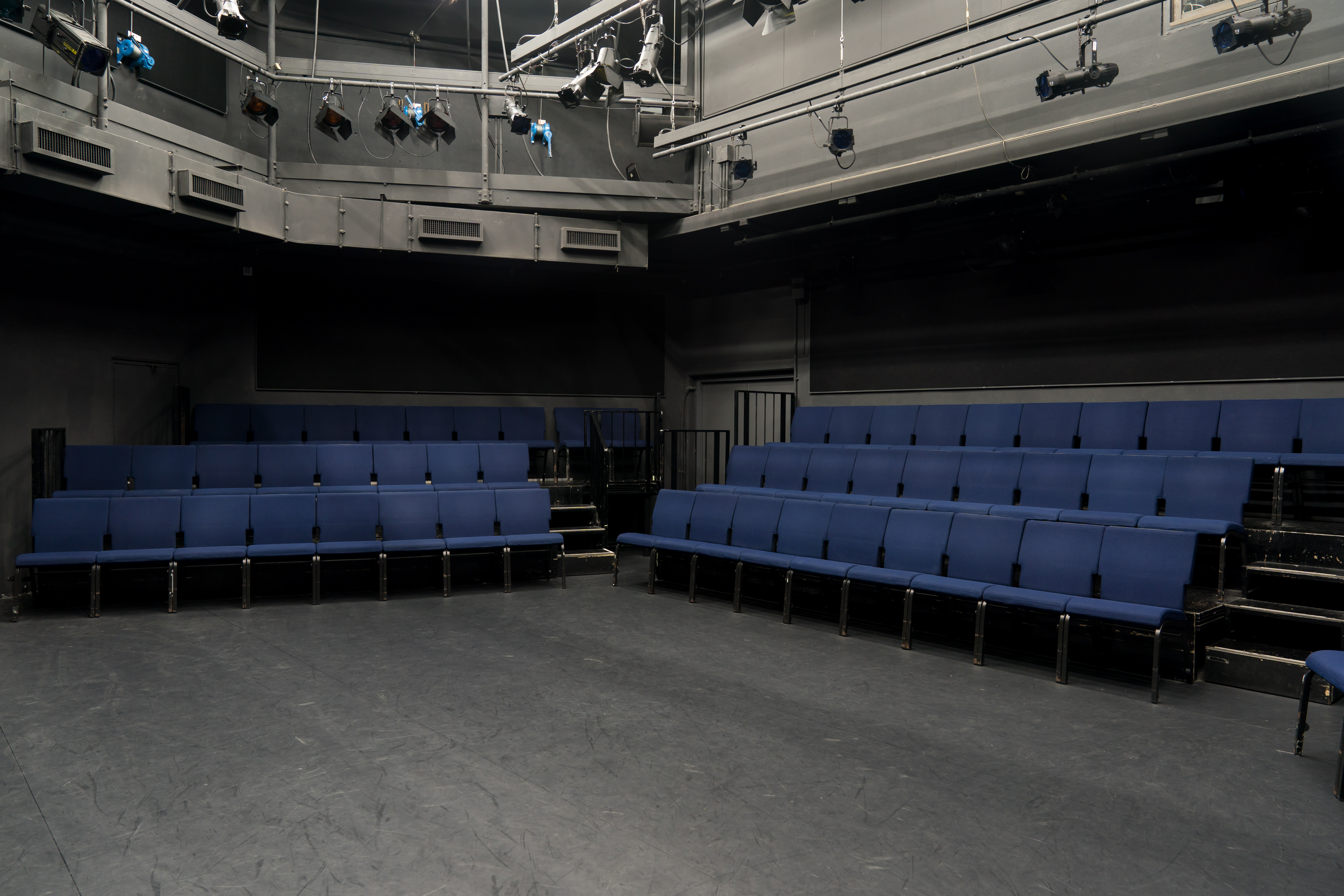
McAulay Studio
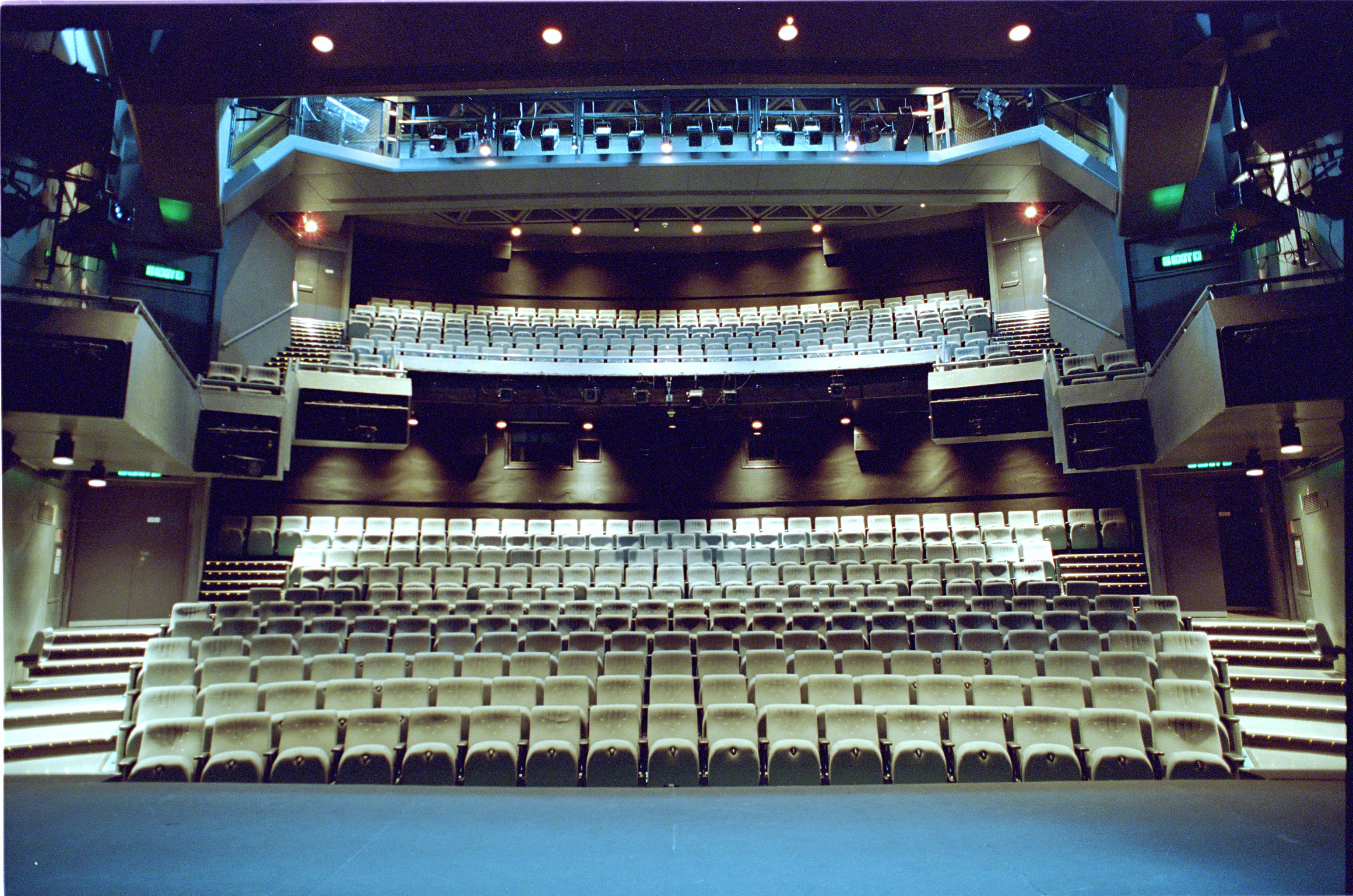
Shouson Theatre
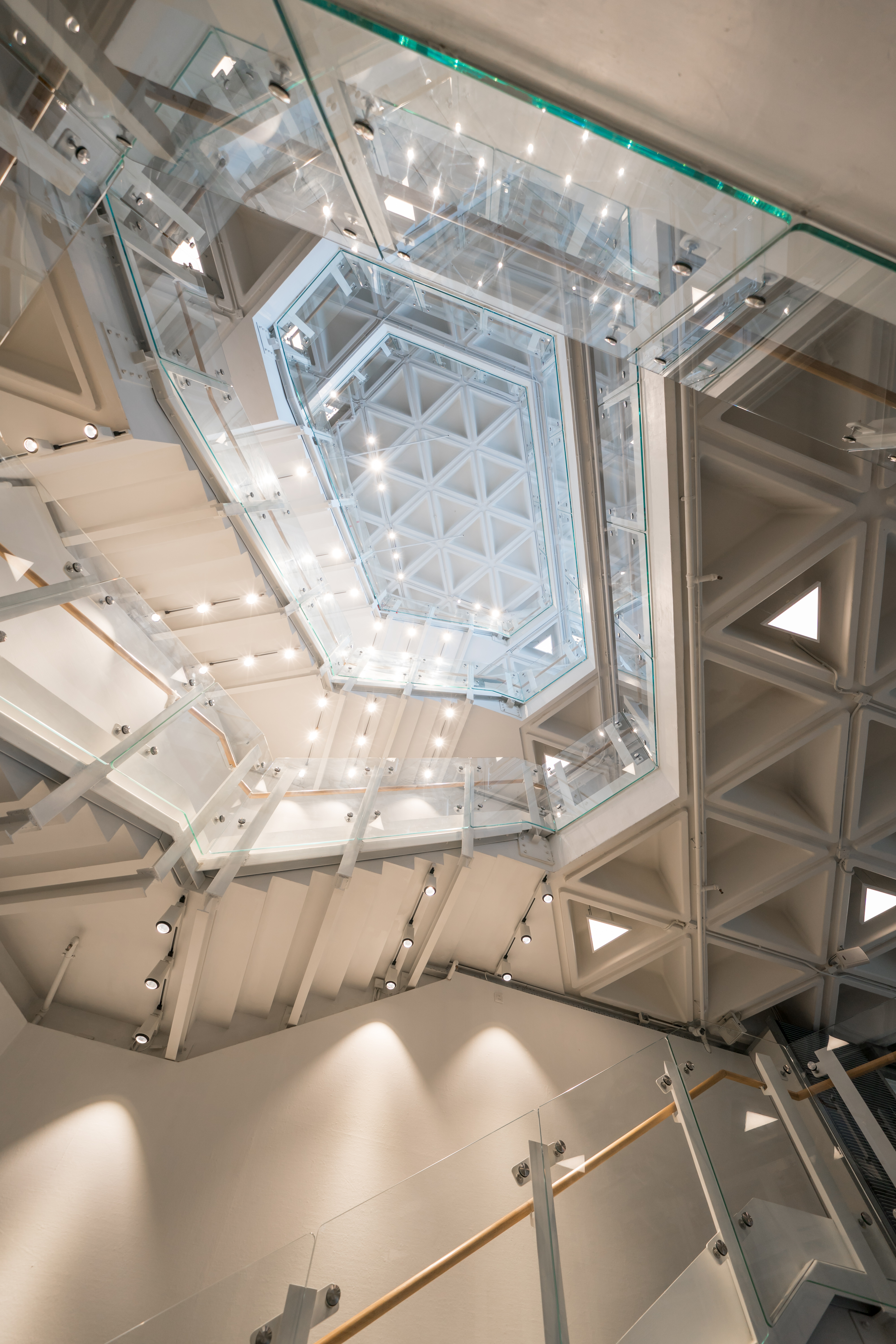
Jockey Club Atrium
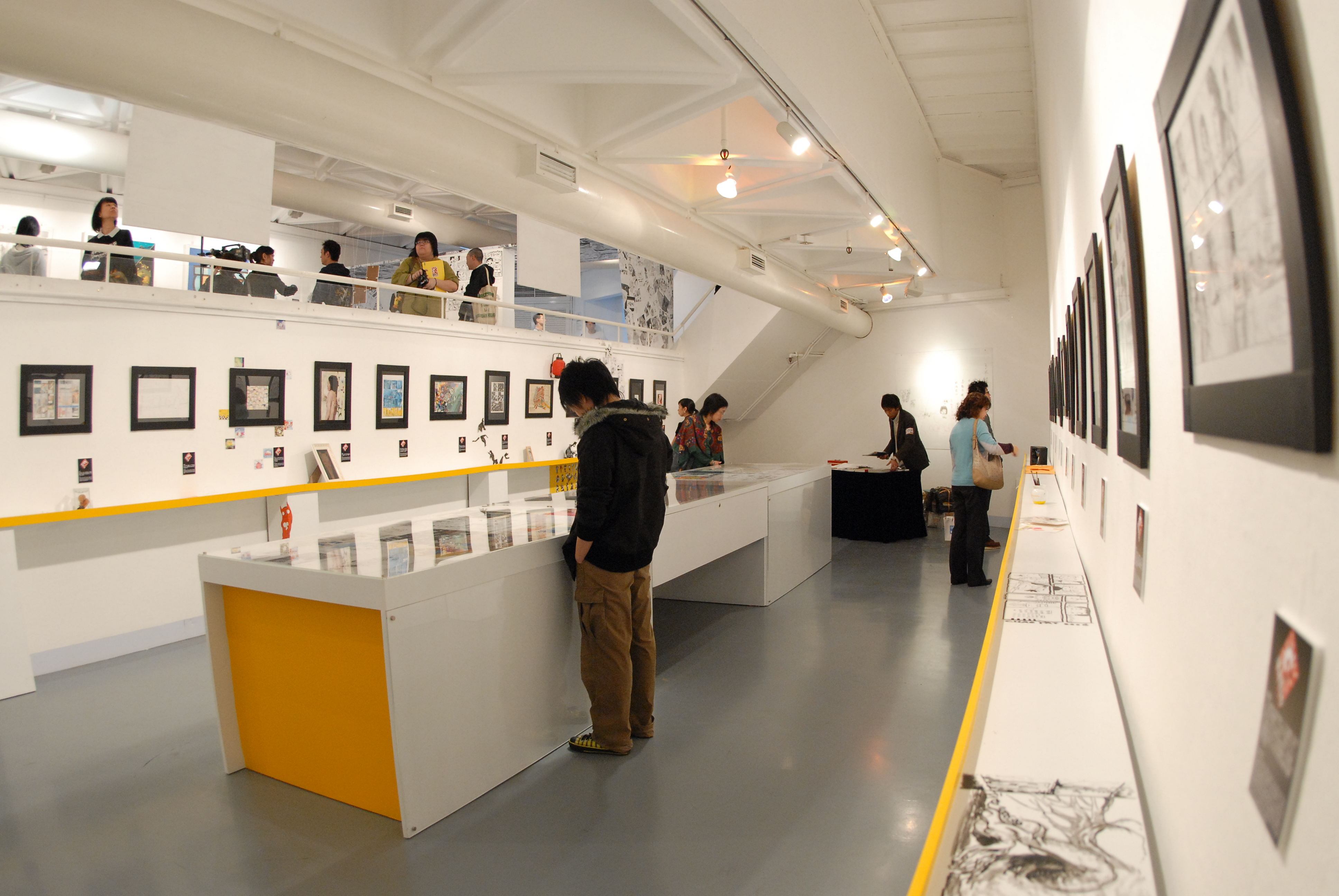
Pao Galleries
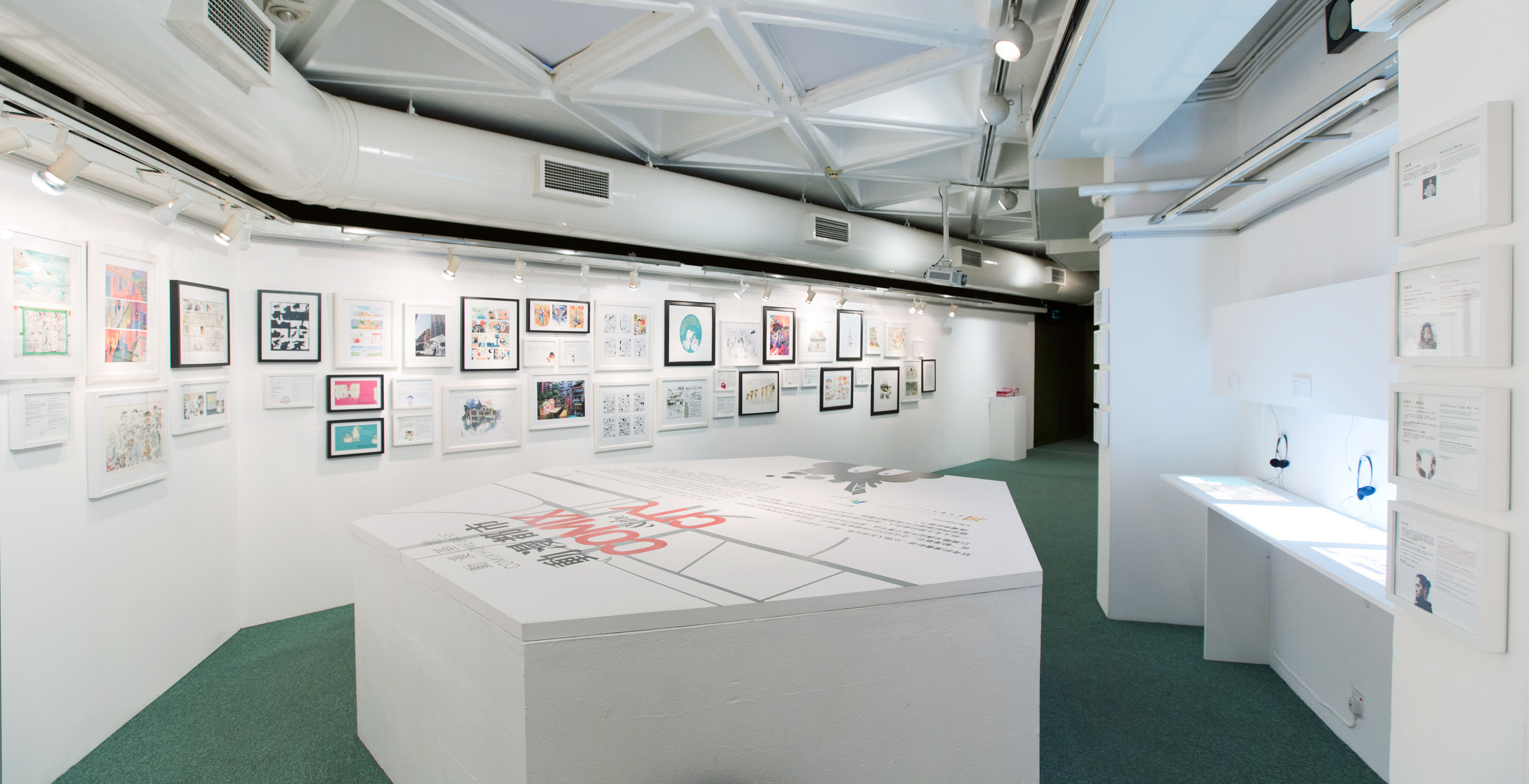
Experimental Gallery

Образовательное учреждение центра — Гонконгская школа искусств — является его официальным учебным подразделением. Является аккредитованным учебным заведением, её программы сосредоточены на четырёх основных академических областях — изобразительное искусство, прикладное искусство, медиа-искусство и театральное образование. Выпускники школы получают базовый диплом, высший диплом, степень бакалавра и степень магистра. У школы имеется кампусная площадка в гонконгском районе Саукэйвань и собственное художественное пространство (студии) в клубе Jockey Club Creative Arts Centre в районе Шек Кип Мей.
Гонконгский центр искусств выпускает ArtsLink — публикация о программах и мероприятиях, проводимых в центре, выходит в последнюю неделю каждого месяца. Выпуски ArtsLink доступны бесплатно более чем в 150 местах и предоставляет информацию о выставочных мероприятиях, кинопрограммах, театральных постановках и других мероприятиях центра и его художественной школы.
Центр также проводит или поддерживает следующие акции или организации:
- The Arts with the Disabled Association Hong Kong (неправительственная организация, созданная в 1986 году, предоставляет людям с ограниченными возможностями равные возможности для доступа к искусству).
- Art in Hospitals (организация основана в 1994 году при финансовой поддержке центра, в 2003 году была зарегистрирована как некоммерческая благотворительная организация.).
- Aesthetic Education Programme (программа была основана в 2001 году Художественной школой центра на основе модели эстетического воспитания, которая практикуется в Нью-Йоркском Линкольн-центре образования[англ.] с целью распространения искусства в начальных и средних школах).
- Theatre Ensemble (театральный ансамбль использует центр в качестве своей домашней базы для представления своих театральных программ с 2004 года; центр также помог ансамблю создать художественную концепцию «PIP» (Pleasure In Play), проводя театральные мастер-классы).